# Massimadi
Massimadi ou festival des films et des arts LGBTQ afro, est un festival international de films et d'arts LGBTQ qui a lieu à Montréal durant le mois de l'histoire des Noirs,. Le festival créé par l'association Arc-en-ciel d'Afrique, désormais géré par la Fondation Massimadi, existe depuis 2009. Son objectif est de sensibiliser, éduquer, informer, les membres des communautés noires dans le but de lutter contre l’homophobie dans ces communautés et faire connaitre le vécu des personnes LGBTQ de cette population. Depuis 2013, le festival existe aussi en Belgique à Bruxelles, sous le titre de Massimadi ou festival des films LGBT d'Afrique et de ses diasporas organisé par l'association Les identités du Baobab. La version bruxelloise se déroule au mois de mai.

## Histoire

### 2009-2012: Les débuts
Le festival de films est né de la volonté de montrer à la communauté noire, la richesse et la réalité du milieu LGBTQ dans leur propre communauté. Lancé dans le cadre du mois de l’Histoire des Noirs en février de chaque année, Massimadi est un festival qui a su s’imposer en devant une référence culturelle et communautaire. 
Massimadi a investi dans le cadre de ses projection de grandes salles montréalaise comme l’UQAM,  l’ONF, le Cinéma du Parc et la Cinémathèque québécoise. Au-delà des simples présentations de films, Massimadi est un événement en soi qui rassemble plusieurs activités dans le festival. Discussions avec les réalisateurs ou des personnalités, débats thématiques, conférences, et soirées de socialisation entourés d’un cocktail événementiel sont les clefs de la réussite de Massimadi.

### 2013: Lancement de Massimadi Bruxelles
En 2013, Massimadi arrive en Belgique, à Bruxelles avec une première édition au Bronks sous l'impulsion de l'ASBL « Les Identités du Baobab », une association créée en 2008 par Frédérique Baudot, Florence Degavre, Marthe Djilo Kamga, Bénédicte Fonteneau et Florence Monewondo Nze. L’idée de cette association est de travailler, à travers la création et la diffusion d’œuvres artistiques, sur la question des identités culturelles, sociales et sexuelles qui traversent les individus, leur inscription et leur visibilité dans les sociétés où ils/elles vivent. En 2018, la 6e édition de Massimadi Bruxelles avait pour thématique « L’Atlantique Noir LGBT+ ».
| Affiche                                                         | Film                                                            | Réalisation                                                     | Pays                                                            |
| 13e festival Montréal - 12 février au 12 mars 2021 Thématique : | 13e festival Montréal - 12 février au 12 mars 2021 Thématique : | 13e festival Montréal - 12 février au 12 mars 2021 Thématique : | 13e festival Montréal - 12 février au 12 mars 2021 Thématique : |
| --------------------------------------------------------------- | --------------------------------------------------------------- | --------------------------------------------------------------- | --------------------------------------------------------------- |
|                                                                 | Making Sweet Tea                                                | Nora Gross                                                      | États-Unis                                                      |
| Touching an Elephant                                            | Lara Milena Brose                                               | Allemagne                                                       |                                                                 |